# Ziniol
Ziniol – polski magazyn komiksowy wydawany od roku 1998, w latach 1998–2002 pismo nosiło tytuł Zinio. Magazyn założony został w Zamościu we wrześniu 1998 przez Dominika Szcześniaka oraz Łukasza Szostaka. Ukazały się dotąd 52 numery Ziniola oraz dwa tomy zbiorcze The very best OFF The Ziniols vol.1 (październik 2011r.) oraz The Very Best OFF The Ziniols 2 (październik 2012r.). Pismo wydawane było niezależnie, a także przez wydawnictwa Timof i cisi wspólnicy oraz Ważka. Od października 2008r. ukazuje się internetowa wersja magazynu.
Redaktorem naczelnym Ziniola jest Dominik Szcześniak niekiedy podpisujący się pseudonimem "lucek". Do stałych współpracowników pisma zaliczają się: Olaf Ciszak, Mateusz Liwiński, Hubert Ronek, Piotr Machłajewski, Maciej Pałka, Mateusz Skutnik, Andrzej Śmieciuszewski, Rafał Tomczak "Otoczak", Rafał Trejnis, Marek Turek. W Ziniolu publikowali m.in. Krzysztof Owedyk, Krzysztof Gawronkiewicz, Benedykt Szneider, Dennis Wojda, Jakub Rebelka, Daniel Chmielewski i Norm Breyfogle.